# Niccolò Circignani

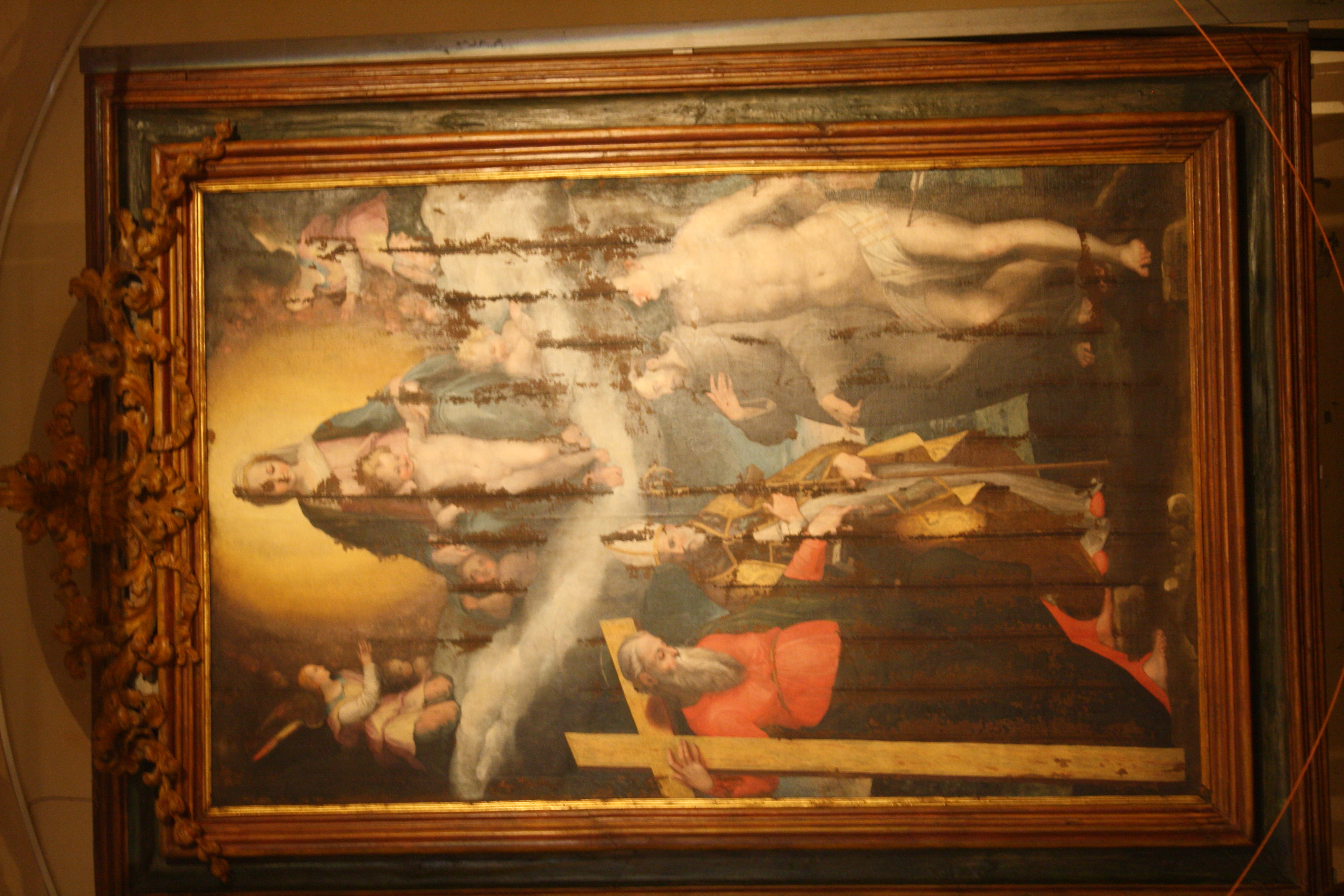
Niccolò Circignani, Madonna z Dzieciątkiem i świętymi

Niccolò Circignani (ur. ok. 1530 w Pomarance, zm. 1597) – włoski malarz tworzący w okresie późnego manieryzmu, działał głównie w Rzymie i Toskanii. Był znany jako Pomarancio.

## Życiorys
Najstarszymi udokumentowanymi dziełami Circignaniego są sceny ze Starego Testamentu zdobiące ściany watykańskiego Belwederu w Pałacu Apostolskim, które zrealizował z pomocą Giovanniego de Vecchi oraz Santiego di Tito, namalowane w 1560 roku.
W 1568 roku udekorował freskami kościół Maesta delle Volte w Perugii oraz wspólnie z flamandzkim malarzem Hendrickiem van der Broek pracował w Urbino nad polichromią dla tamtejszej katedry. Od 1574 roku rozpoczął malowanie obrazów przedstawiających różne tematy mitologiczne, w tym sąd Parysa oraz sceny z Eneidy, przeznaczonych dla pałacu Castiglione del Lago. W 1579 roku powrócił do Rzymu, tworząc głównie na zlecenia jezuitów.
Jego ostatni udokumentowany obraz, znajdujący się w Cascii pochodzi z 1597 roku.